# Eunica falsata
Eunica falsata är en fjärilsart som beskrevs av Charles Oberthür 1916. Eunica falsata ingår i släktet Eunica och familjen praktfjärilar. Inga underarter finns listade i Catalogue of Life.